# Míchel Salgado
Pour les articles homonymes, voir Salgado.
Michel Salgado Fernandez est un joueur de football espagnol né le 22 octobre 1975 à As Neves (province de Pontevedra), en Galice. 
Réputé pour ses montées offensives sur l'aile, il évolue au poste de défenseur latéral droit. Il est considéré comme un des meilleurs joueurs espagnols à ce poste bien qu'il ait été écarté de la sélection espagnole pour la Coupe du monde de football 2002.

## Biographie
En février 2009, Michel Salgado devient le président du club de rink hockey de Vigo, club évoluant en deuxième division espagnole,.
Il quitte le Real Madrid le 4 août 2009 après dix ans passés au club. Les deux parties ont trouvé un accord afin de résilier leur contrat contre une somme de 3 M€.
En août 2009, il signe en Angleterre aux Blackburn Rovers, pour 2 ans. En janvier 2011, il prolonge son contrat d'une saison.
En juillet 2010, il prend contact avec l'équipe espagnol de Málaga CF afin d'y terminer sa carrière footballistique près de son beau-frère, actuel président du club.
Il est consultant sur la chaîne Al Jazeera.

## Palmarès
- Coupe intercontinentale (1)
  - Vainqueur : 2002.
  - Finaliste : 2000.

- Ligue des champions de l'UEFA (2)
  - Vainqueur : 2000 et 2002.

- Supercoupe de l'UEFA (1)
  - Vainqueur : 2002.
  - Finaliste : 2000.

- Championnat d'Espagne (4)
  - Champion : 2001, 2003, 2007 et 2008.
  - Vice-champion : 2005 et 2006.

- Coupe d'Espagne
  - Finaliste : 2002 et 2004.

- Supercoupe d'Espagne (3)
  - Vainqueur : 2001, 2003 et 2008.
  - Finaliste : 2007.